# Chambellan (ort)
Chambellan är en ort i Haiti.   Den ligger i departementet Grand'Anse, i den västra delen av landet, 210 km väster om huvudstaden Port-au-Prince. Chambellan ligger 590 meter över havet och antalet invånare är 1 397.
Terrängen runt Chambellan är huvudsakligen kuperad. Chambellan ligger uppe på en höjd. Runt Chambellan är det ganska tätbefolkat, med 192 invånare per kvadratkilometer. Närmaste större samhälle är Dame-Marie, 11,1 km väster om Chambellan. Omgivningarna runt Chambellan är en mosaik av jordbruksmark och naturlig växtlighet.